# Gustaf Åhman

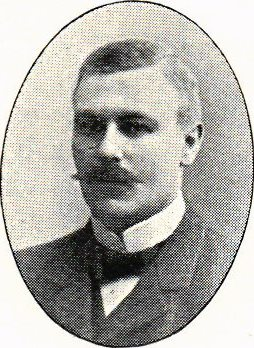
Gustaf Henrik Åhman

Gustaf Henrik Åhman, född 19 januari 1880 i Edsbergs församling, Örebro län, död 26 mars 1924 i Brännkyrka församling, Stockholm, var en svensk psykiater.
Åhman blev student vid Uppsala universitet 1897, medicine kandidat 1902, medicine licentiat vid Karolinska institutet i Stockholm 1908. Han var biträdande läkare vid Kristinehamns hospital 1908–09 och vid Stockholms sinnessjukanstalt vid Långbro, Stockholms län, 1909–11 samt biträdande överläkare vid Långbro från 1911.